# Дипломатична революція
Дипломати́чна револю́ція (або перевертання альянсів) — розрив дипломатичних союзів, які протягом багатьох десятиліть зв'язували Францію з Пруссією, а Англію з Австрією. Розрив відбувся після Другого Аахенського миру 1748. Була формалізована Вестмінстерською конвенцією (січень 1756) і двома версальськими угодами. Визначила розклад сил у Європі напередодні Семирічної війни.
Прихід до влади в Британії династії ганноверських курфюрстів, які піклувалися про захист своїх континентальних володінь від нападу французів, означав, що Сент-Джеймський двір буде підтримувати союзні відносини з будь-якою державою, здатною гарантувати недоторканність Ганновера. Поразка Австрії від Фрідріха Великого в Сілезьких війнах продемонструвала, що в німецькомовному світі такою державою є не стільки традиційний союзник англійців Австрія, скільки Пруссія, яка посилюється з кожним роком. Вестмінстерською конвенцією Фрідріх Великий давав зрозуміти, що його цікавить територіальний приріст за рахунок саме Австрії, а не Ганновера.
Австрійська імператриця Марія-Терезія розцінила конвенцію як зраду і на противагу зближенню Фрідріха з Англією вирішила покласти край сторіччям суперництва Габсбургів із Бурбонами. Франко-австрійські переговори пройшли на диво гладко і увінчалися підписанням у травні 1756 союзного договору. Тоді ж була досягнута домовленість про майбутній шлюб новонародженої Марії-Антуанетти зі спадкоємцем французького престолу. Керівники російської зовнішньої політики, від Остермана до Бестужева, негласно «субсидувалися» австрійським двором, тому приєднання Росії до цього союзу було справою техніки.

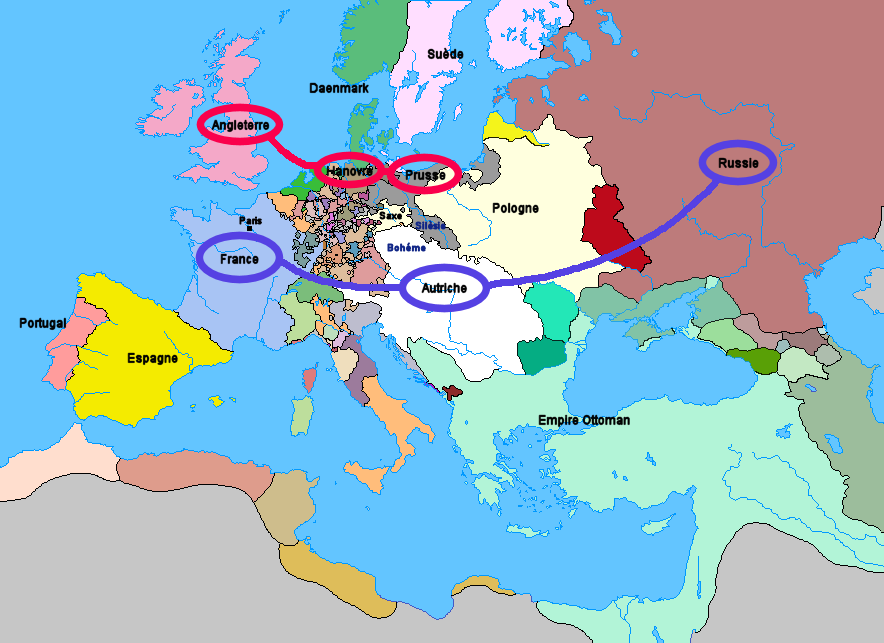
Ворожі коаліції у Європі 1756 року

«Перевертання альянсів» не зачепило глибинні антагонізми Франції та Англії, Пруссії та Австрії, які кілька місяців по тому вилилися у перший збройний конфлікт світового масштабу — Семирічну війну.

## Причини
Дипломатична зміна була викликана поділом інтересів між Австрією, Великою Британією та Францією. Після завершення Війни за австрійську спадщину та підписання мирного договору військовий союз з Великою Британією став досить невигідним для Австрії. Імператриця Марія-Терезія змогла підтвердити своє право на престол і зробила свого чоловіка Франца Стівена регентом її спадкових володінь, однак в ході боротьби були втрачені важливі території. Під тиском британських дипломатів Марія Терезія відмовилась від Ломбардії та окупованої Баварії. Також Парма відійшла до Іспанії, а Сілезія залишилась окупованою Прусією.
Під час війни король Пруссії Фрідріх II захопив Сілезію, що зробило його державу дуже впливовою у Центральній Європі. Пруссія становила загрозу для Австрії, однак зростання її сили схвально сприймалось британцями, бо вони вважали, що в майбутньому Пруссія зменшить вплив Франції, який теж став зростати на фоні загальної слабкості Австрійської імперії.

## Вестмінстерська Конвенція
У результаті війни за австрійську спадщину стало ясно: Англія вже не розглядає Австрію досить потужною стороною, щоб протиставити її Франції і, таким чином, виникає сенс для створення невеликих держав, таких як Пруссія. Тому, Англія і Пруссія у Вестмінстерській Конвенції (16 січня 1756) постановили, що Англія не буде допомагати Австрії у разі відновлення конфлікту в Сілезії до тих пір, доки Пруссія буде захищати Ганновер від Франції. Захист Ганновера був необхідний для Великої Британії, тому що королі були нащадками Брауншвейг-Люнебургської лінії Ганноверів. Велика Британія вважала, що з огляду на зростаючу силу Пруссії, було б більш необхідним захищати Ганновер, ніж доручити це Австрії. Між тим, Австрія вирішила повернути Сілезію, так що два союзники виявилися з конфліктуючими інтересами. Марія-Терезія, визнаючи марність ідеї відновлення союзу з Англією, тим самим мала намір зблизити Австрію з Францією, що могло б замінити Велику Британію як цінного союзника. Марія Терезія знала, що без потужного союзника, таких як Франція, вона ніколи не зможе сподіватися повернути Сілезію.

## Перший Версальський договір
Марія Терезія послала міністрів закордонних справ, на чолі яких стояв граф Антон Венцель фон Кауніца, до Франції, щоб створити надійний альянс, який дозволить Австрії повернути Сілезію. Однак, Людовік XV неохоче погоджувався на будь-який договір, представлений Кауніцом. Тільки з появою нової агресивної політики щодо Франції з боку Англії, Людовик XV змушений узгодити союзні стосунки з Австрією. Таким чином, Франція вже не бачила Австрію як безпосередню загрозу і, вступила в оборонний союз із Австрією. У відповідь на Вестмінстерську конвенцію, французькі міністри і Кауніц завершили оформлення першого Версальського договору (1 травня 1756 р.), обидві сторони погодилися дотримуватися нейтралітету і забезпечити входження 24 000 війська у випадку нападу на одну із сторін третьою стороною.

## Другий Версальський договір
Дипломати Марії Терезії, після забезпечення французького нейтралітету, активно приступили до створення анти-прусської коаліції. Фрідріх II вирішив завдати першого удару вторгнувшись до Саксонії, й почати Семирічну війну (1756—1763). Дії Пруссії повинні були зменшити бажання Росії підтримувати Австрію (обидві країни раніше вступили в оборонний союз у 1746). Однак, вторгшись до Саксонії, Фрідріх тільки підштовхнув своїх ворогів і Росію, під керівництвом імператриці Єлизавети Петрівни, направити додаткові 80 000 військо до Австрії. Через рік після підписання першого договору у Версалі, Франція та Австрія підписали новий наступальний Союзний договір 1 травня 1757 року. У другому Версальському договорі Австрія обіцяла Франції австрійські Нідерланди, але в обмін Австрія отримала б Парму, а також 129 000 французьке військо і обіцянку у 12 млн ліврів на рік, доки Сілезія не буде повернута Австрії.

## Наслідки
У результаті цієї дипломатичної революції, Англія і Пруссія зіштовхнулися з Австрією, Францією та Росією. Попри цю зміну союзів, основний антагонізм залишився: Пруссія проти Австрії та Англія проти Франції. Усі ці напруження вибухнули під час Семирічної війни, до якої Дипломатична революція вважається прелюдією.

## Галерея

Дійові особи
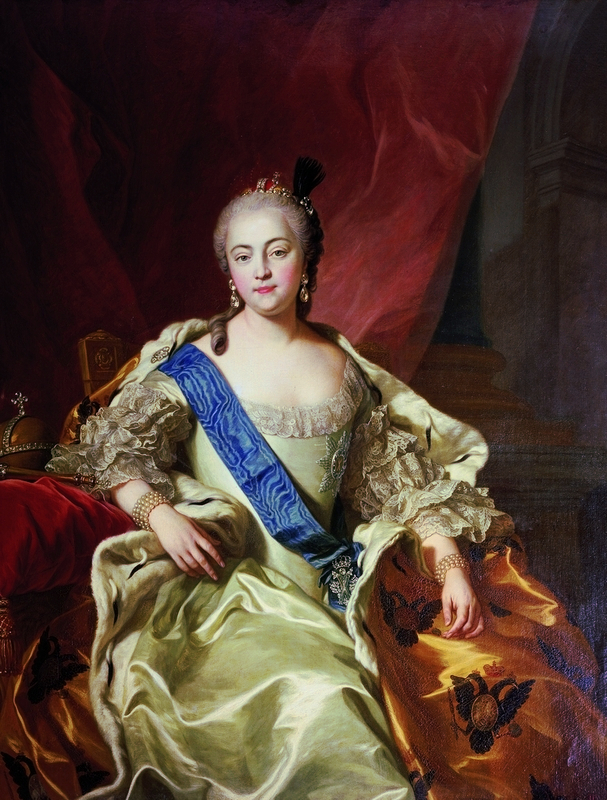
Російська самодержиця Єлизавета Петрівна
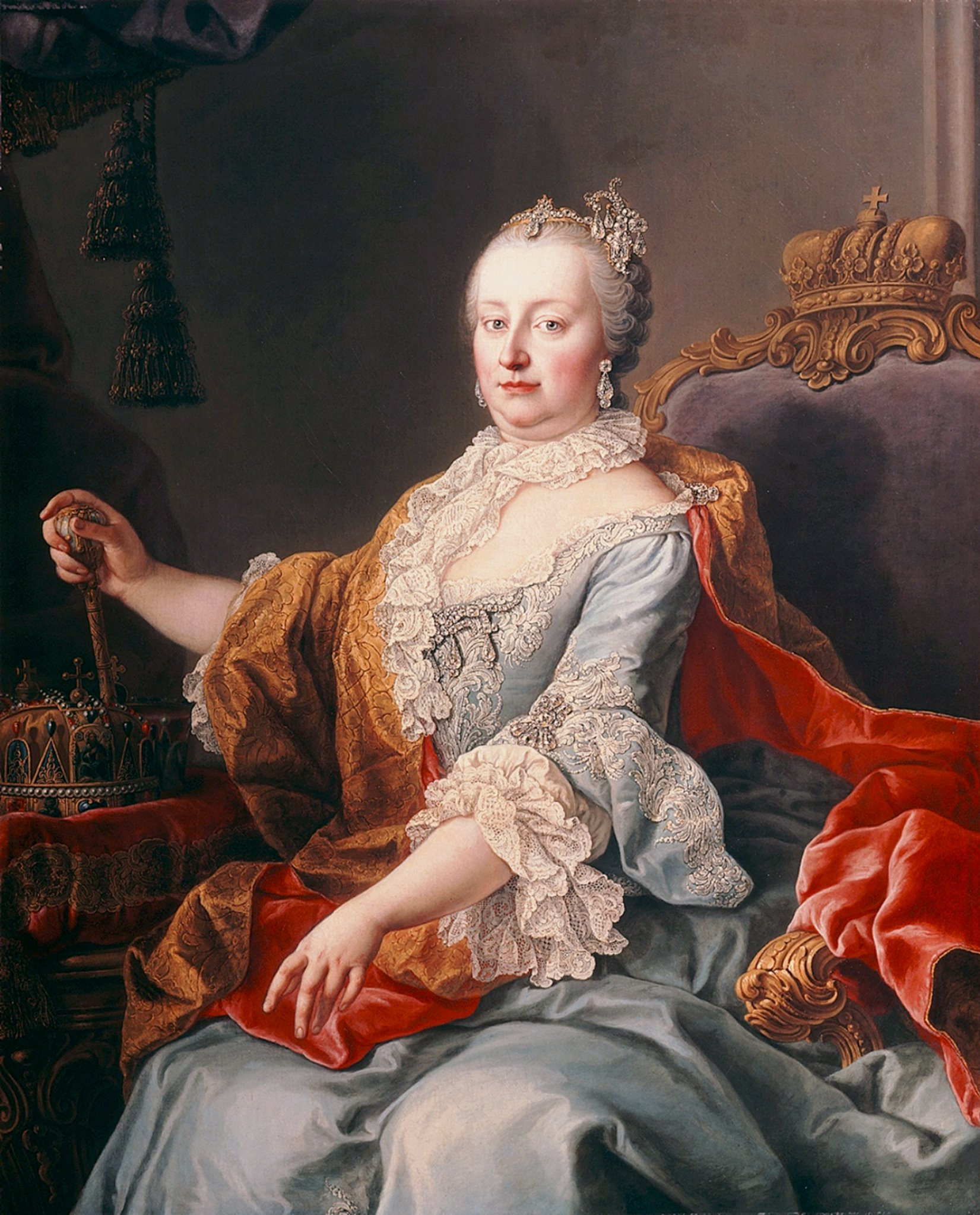
Австрійська імператриця Марія Терезія
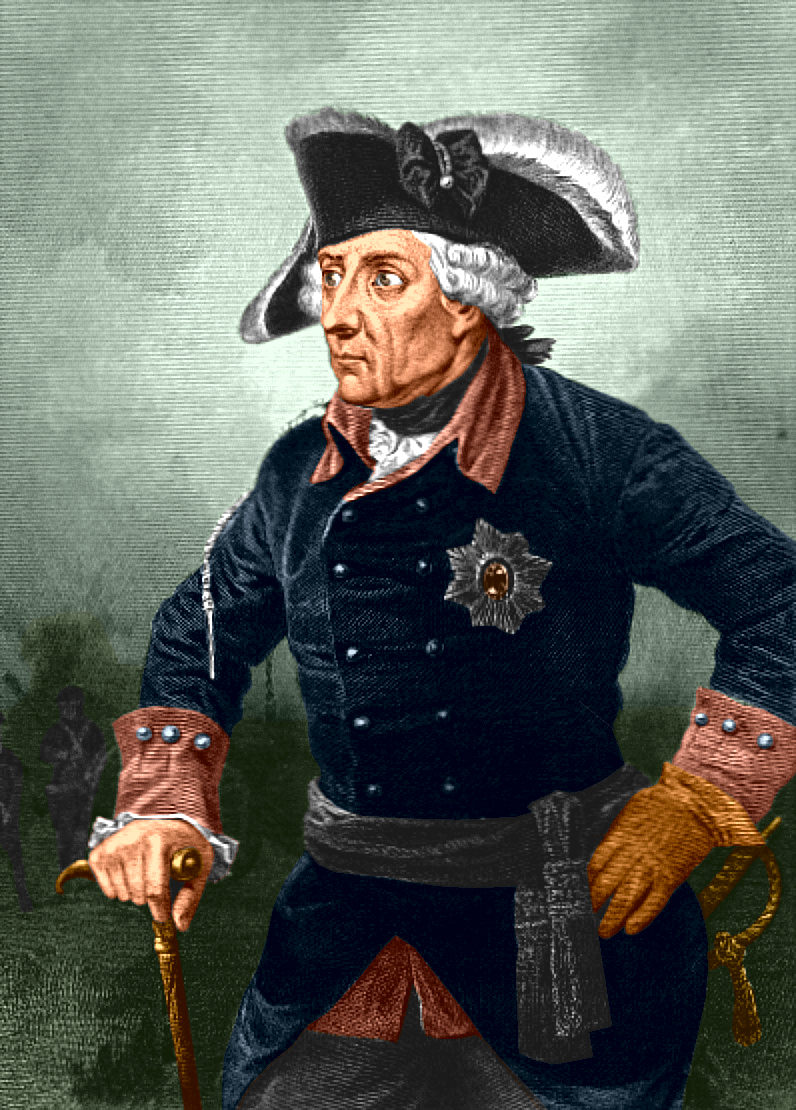
Прусський король Фрідріх II
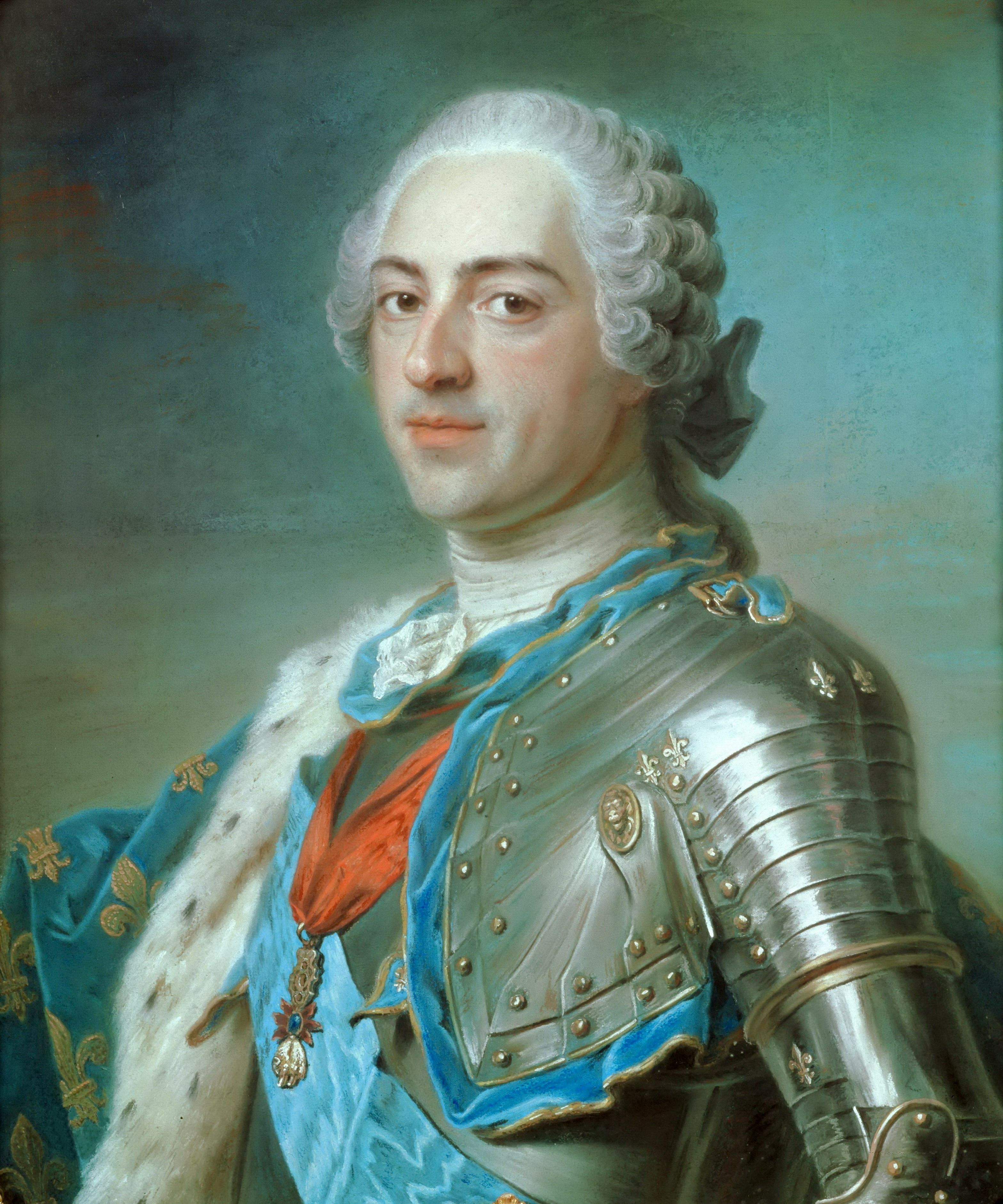
Людовік XV, король Франції
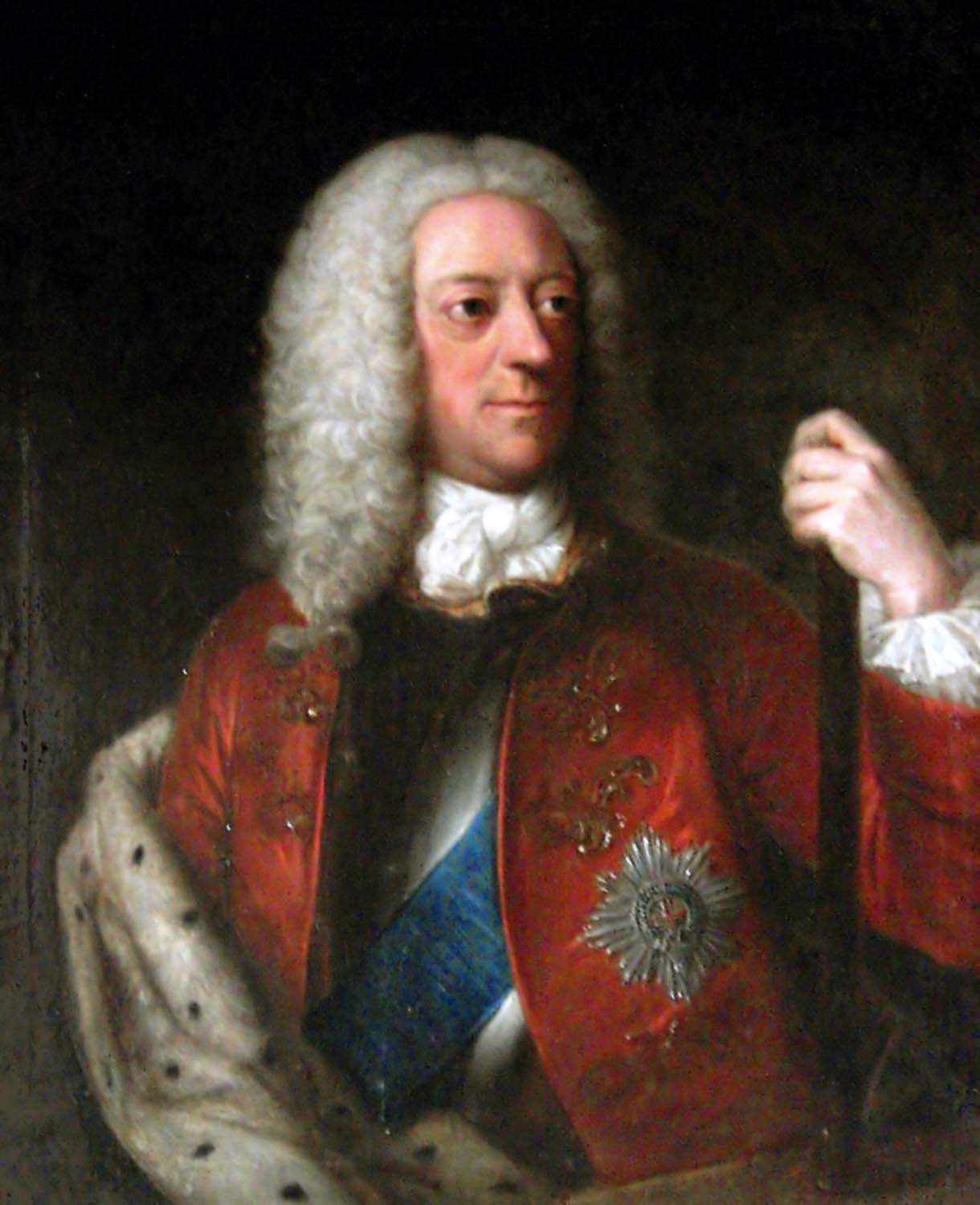
Георг II, король Англії